# Aaron Ramsey

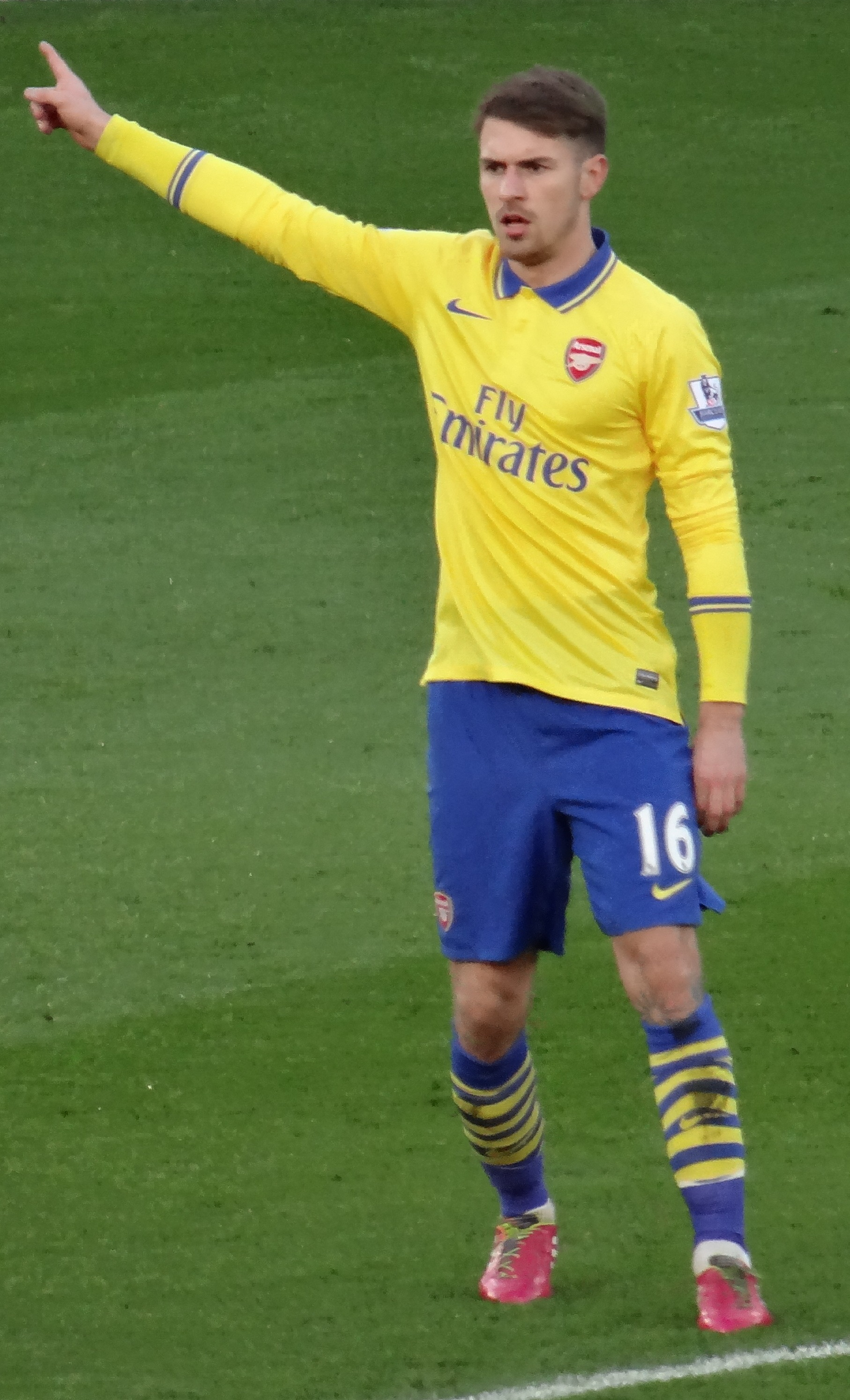
Aaron Ramsey v zápase proti Cardiffu (2013)

Aaron James Ramsey (* 26. prosince 1990 Caerphilly) je velšský profesionální fotbalista, který hraje na pozici středního záložníka za velšský klub Cardiff City FC a za velšský národní tým.
Od ledna do června 2022 hostoval ve skotském klubu Rangers z italského klubu Juventus. Od roku 2008 do roku 2019 hrál za anglický Arsenal, předtím za velšský Cardiff.

## Klubová kariéra

### Arsenal
V letním přestupovém období roku 2008 přestoupil z Cardiffu do Arsenalu za částku 5 milionů liber. Trenér Arsène Wenger vedl tým z části složený z mladíků, kteří nepřesáhli 20 let věku a na začátku sezóny byl kvůli absencím ze zdravotních důvodů vsadit na další mladíky. Pro oba srpnové zápasy předkola Ligy mistrů UEFA proti Twente chyběly opory v podobách Cesce Fàbregase, Aboua Diabyho, Samira Nasriho nebo Tomáše Rosického. Sedmnáctiletý Ramsey debutoval 13. srpna a proti Twente nastoupil na Fàbregasově postu středního záložníka.
Za roky 2009 a 2010 vyhrál cenu pro nejlepšího mladého velšského fotbalistu.
Arsenal prožil povedený začátek sezóny 2013/14, poté co přivedl rekordní posilu v podobě záložníka Mesuta Özila. V srpnu se Ramsey gólově prosadil při výhře 3:0 na stadionu Fenerbahçe v úvodním zápase předkola Ligy mistrů UEFA a navázal na to dvěma góly v odvetě při domácí výhře 2:0. Arsenal se tímto kvalifikoval do základní skupiny pošestnácté v řadě. V průběhu září vyhrálo mužstvo všechny zápasy, Ramsey se na tom podílel čtyřmi brankami a na začátku října si za tento počin odnesl ocenění pro hráče měsíce.
Poté, co 18. září v prvním zápase skupiny Ligy mistrů pomohl zdolat Olympique Marseille poměrem 2:1, prokázal svoji formu i 1. října na domácí půdě proti Neapoli. To se podílel na výhře 2:0 asistováním u gólu Özila v 8. minutě, na níž v 15. minutě navázal jejich ofenzivní partner na hrotu útoku Olivier Giroud. Desátou výhrou v řadě se toto mužstvo Arsenalu připodobnělo v lize neporaženému výběru ze sezóny 2003/04. Po 10. kole držel Arsenal první místo v tabulce o pět bodů před Chelsea, poté co 2. listopadu zásluhou Ramseyho a jeho střely z 20 metrů porazil Liverpool 2:0. Během 13. kola dne 30. listopadu se na hřišti Cardiffu podílel na výhře 3:0 dvěma góly proti svému bývalému týmu a z úcty své góly neoslavoval. Domáci diváci a hostující příznivci Arsenalu na gesto reagovali potleskem a skandováním Ramseyho jména. Klubové ocenění pro hráče měsíce obdržel i za měsíc listopad, popáté za sebou.
Vítězným gólem v 109. minutě prodlužovaného finále Poháru FA 17. května do sítě Hull City ukončil devítileté čekání Arsenalu na trofej. Následně zvítězil v internetovém hlasování o nejlepšího hráče Arsenalu v sezóně.
Na úvod sezóny 2014/15 získal s Arsenalem Community Shield po výhře 3:0 nad Manchesterem City dne 10. srpna 2015, o což se Ramsey sám přičinil druhým gólem utkání.
O šest dní později rozhodl v nastavení o výsledku prvního ligového kola, když v 91. minutě gólem pokořil Crystal Palace a zařídil tak výhru 2:1.
Začátkem prosince se dvakrát gólově prosadil proti tureckému Galatasarayi v Lize mistrů, pomohl tak vyhrát 4:1 a postoupit do osmifinále, byť odehrál jen první poločas (byl střídán Ainsleym Maitlandem-Nilesem).
Trenér Arsène Wenger jej nasadil do finále Poháru FA 30. května 2015, ve kterém Kanonýři porazili 4:0 Aston Villu a stali se nejúspěšnějším klubem v historii této pohárové soutěže se 12 poháry.
Druhý den v srpnu 2015 Ramsey nastoupil k zápasu o Community Shield. Do branky Chelsea gól nevpravil, Arsenal ale přesto vyhrál 1:0 díky brance Alexu Oxlade-Chamberlainovi. Od deníků Daily Mirror a The Guardian si vysloužil výkonnostní hodnocení 7/10 od obou.
První gól sezóny 2015/16 vsítil Ramsey 17. října proti Watfordu při venkovní ligové výhře 3:0.
Ve 29. kole hraném 5. března 2016 proti rivalovi Tottenhamu otevřel skóre londýnského derby, soupeř však otočil a byl to Alexis Sánchez, kdo zachraňoval remízu 2:2.
Arsenal na konci sezóny nepřidal ke Community Shieldu žádnou další trofej a skončil druhý v lize za Leicesterem. Navzdory tomu, že šlo o nejlepší umístění od roku 2005, šlo pro Arsenal o zklamání, neboť klub projevoval titulové ambice. Sám Aaron Ramsey nedokázal navázat na formu z předchozích roků.
Konec kariéry spoluhráče Mikela Artety uvolnil dres číslo 8, který Ramsey nově oblékl pro sezónu 2016/17. První gól sezóny vstřelil 7. ledna 2017 povedenou střelou při venkovní výhře 2:1 nad Preston North End ve třetím kole Poháru FA. Svůj druhý gól sezóny vstřelil v téže soutěži 11. března, kdy ve čtvrtfinále zpečetil domácí výhru 5:0 nad Lincoln City z nižší soutěže. Po vyřazení Manchesteru City zamířil Arsenal do finále, kde 27. května změřil síly s Chelsea na stadionu ve Wembley. Po pěti minutách pomohl dostat tým do vedení, když byl u akce vedoucí ke gólu Alexise Sáncheze. Ocitl se v ofsajdovém postavení, ale nehrál a zatímco obrana Chelsea v domnění odpískání ofsajdu přestala hrát, vstřelil Sánchez první gól. V 79. minutě vsítil Ramsey za nerozhodnutého stavu vítězný gól na 2:1.
Během 10. kola anglické ligy proti Swansea City 29. října 2017 zaznamenal Ramsey jeho 50. gól v Arsenalu a vítězným gólem na 2:1 pomohl vyhrát tento zápas. Po této sezóně opět zvítězil v internetovém hlasování o nejlepšího hráče Arsenalu v sezóně a navázal na svoje prvenství z před čtyř let.
Na začátku října 2018 vyhrál Arsenal 5:1 nad Fulhamem, přičemž Ramsey vešel do zápasu jako střídající hráč a připsal si po gólu a asistenci. Totéž se povedlo i útočníkovi Pierru-Emericku Aubameyangovi a vznikl tak rekord v Premier League, kdy dva náhradníci z jednoho týmu zaznamenali gól a i asistenci každý.
Na začátku listopadu 2018 dostal cenu pro nejlepší gól za měsíc říjen, poté co se prosadil patičkou proti Fulhamu při výhře 5:2.

### Juventus
Ramsey se 1. července 2019 stal hráčem italského Juventusu, se kterým podepsal čtyřletou smlouvu s týdenním platem 400 000 liber.
Ve svém prvním zápasovém startu od září se gólově prosadil, a to již ve 4. minutě střetu s Lokomotivem Moskva v rámci Ligy mistrů. Byl to mimo jiné 300. gól Juventusu v této evropské soutěži, soupeř však zásluhou Alexeje Mirančuka vyrovnal na konečných 1:1.
Proti Dynamu Kyjev odehrál 20. října 2020 svůj 50. zápas v Lize mistrů a stal se třetím fotbalistou Walesu po Ryanu Giggsovi a Garethu Baleovi, jenž se přes tuto metu přehoupl.
Když se před začátkem sezóny 2021/22 chopil trenérského postu Massimiliano Allegri, stanul Ramsey ve své třetí sezóně již pod třetím trenérem. Nejprve si na pár minut připsal účast v pěti zápasech roztroušených mezi srpnem a říjnem, posléze již nenastupoval. Během zimního přestupového období Allegri připustil, že je na odchodu. Nabídku návratu do Premier League od Burnley Ramsey odmítl. V polovině ledna byl v hlasování fanoušků zvolen vítězem ankety Calcio Bidone, která volí největší zklamání v Serii A.

#### Rangers (hostování)
Dne 31. ledna 2022 v závěru zimního přestupového období odešel na hostování do skotského klubu Rangers, a to do konce sezóny 2021/22.

#### Návrat do Juventusu
Ramsey se krátce po návratu z hostování v červenci 2022 dohodl s Juventusem rok před vypršením kontraktu na jeho předčasném ukončení. Waleský reprezentant, jenž ročně dostával 7 milionů eur, požadoval odstupné 4 miliony, protistrana nabízela polovinu, nakonec tak došlo ke shodě na zhruba třech milionech eur.

### OGC Nice
Ramsey si po týdnu od ukončení kontraktu v Juventusu našel nového zaměstnavatele. Velšský záložník se stal akvizicí OGC Nice.

## Reprezentační kariéra
Dne 26. března 2011 se stal historicky nejmladším kapitánem Walesu, když vedl svou zemi v kvalifikaci na EURO 2012 proti Anglii.[zdroj?]
22. března 2013 nastoupil v kvalifikačním zápase v Glasgowě proti domácímu Skotsku, který skončil vítězstvím Walesu 2:1. Ramsey vstřelil z pokutového kopu druhý gól střetnutí, jenž znamenal vyrovnání na průběžných 1:1.
Nechyběl v závěrečné 23členné nominaci na EURO 2016 ve Francii, kam se Wales probojoval poprvé v historii.
V listopadu 2019 se Ramsey zaskvěl v přímém střetu o postup na Mistrovství Evropy 2020 proti Maďarsku, když dvěma góly zařídil vítězství 2:0. Wales se tak kvalifikoval na druhé Mistrovství Evropy v řadě za sebou.
Kvůli pandemii covidu-19 byl však turnaj přeložen na rok 2021.

### Mistrovství světa
V listopadu roku 2022 se Wales po 64 letech znovu představil na Mistrovství světa. Na úvod turnaje pořádaném Katarem se Wales dne 21. listopadu střetl se Spojenými státy. Ve tříčlenné záložní řadě nastoupil Ramsey společně s Harrym Wilsonem a Ethanem Ampaduem. Wales uhrál remízu 1:1. Tatáž záloha měla obtíže ve druhém utkání skupiny s Íránem 25. listopadu, ve kterém si Wales zkomplikoval případný postup porážkou 0:2.

## Úspěchy a ocenění
Klubové
Arsenal
- 3× vítěz FA Cupu – 2013/14, 2014/15, 2016/17
- 2× vítěz Community Shieldu – 2014, 2015

Juventus
- 1× vítěz Serie A – 2019/20
- 1× vítěz Coppa Italia – 2020/21
- 1× vítěz Supercoppa italiana – 2020

Reprezentační
Velšská reprezentace
- semifinále na Mistrovství Evropy – 2016

Individuální
- 2× Nejlepší mladý hráč ve Walesu – 2009, 2010[3]
- 1× Nejlepší hráč měsíce v anglické Premier League – září 2013[6]
- 1× Nejlepší hráč finále FA Cupu – 2014[zdroj?]
- Londýnský hráč roku – 2014[45]
- 2× Nejlepší hráč sezóny v Arsenalu – 2013/14,[13] 2017/18[28]
- 5× Nejlepší hráč měsíce v Arsenalu – květen 2013, srpen 2013, září 2013, říjen 2013, listopad 2013[10]
- 1× Nejhezčí gól měsíce v Premier League – říjen 2018[30]

Aktuální k lednu 2022

## Statistiky

### Klubové
Aktualizováno 12. 12. 2014
| Klub                             | Sezóna           | Liga   | Liga | FA Cup | FA Cup | League Cup | League Cup | Evropa | Evropa | Ostatní | Ostatní | Celkem | Celkem |
| Klub                             | Sezóna           | Starty | Góly | Starty | Góly   | Starty     | Góly       | Starty | Góly   | Starty  | Góly    | Starty | Góly   |
| -------------------------------- | ---------------- | ------ | ---- | ------ | ------ | ---------- | ---------- | ------ | ------ | ------- | ------- | ------ | ------ |
| Cardiff City FC                  | 2006–07          | 1      | 0    | 0      | 0      | 0          | 0          | –      | –      | –       | –       | 1      | 0      |
| Cardiff City FC                  | 2007–08          | 15     | 1    | 5      | 1      | 1          | 0          | –      | –      | –       | –       | 21     | 2      |
| Cardiff City FC                  | Celkem           | 16     | 1    | 5      | 1      | 1          | 0          | –      | –      | –       | –       | 22     | 2      |
| Arsenal FC                       | 2008–09          | 9      | 0    | 4      | 0      | 3          | 0          | 6      | 1      | –       | –       | 22     | 1      |
| Arsenal FC                       | 2009–10          | 18     | 3    | 2      | 1      | 3          | 0          | 6      | 0      | –       | –       | 29     | 4      |
| Arsenal FC                       | 2010–11          | 7      | 1    | 1      | 0      | 0          | 0          | 0      | 0      | –       | –       | 8      | 1      |
| Arsenal FC                       | 2011–12          | 34     | 2    | 3      | 0      | 0          | 0          | 7      | 1      | –       | –       | 44     | 3      |
| Arsenal FC                       | 2012–13          | 36     | 1    | 3      | 0      | 1          | 0          | 7      | 1      | –       | –       | 47     | 2      |
| Arsenal FC                       | 2013–14          | 23     | 10   | 2      | 1      | 1          | 0          | 8      | 5      | –       | –       | 34     | 16     |
| Arsenal FC                       | 2014–15          | 14     | 3    | 0      | 0      | 0          | 0          | 6      | 2      | 1       | 1       | 21     | 6      |
| Arsenal FC                       | 2015-16          | 31     | 5    | 2      | 1      | 1          | 0          | 5      | 0      | 2       | 0       | 41     | 6      |
| Arsenal FC                       | Celkem           | 172    | 25   | 17     | 3      | 9          | 0          | 45     | 10     | 3       | 1       | 246    | 39     |
| Nottingham Forest FC (hostování) | 2010–11          | 5      | 0    | 0      | 0      | 0          | 0          | –      | –      | –       | –       | 5      | 0      |
| Cardiff City FC(hostování)       | 2010–11          | 6      | 1    | 0      | 0      | 0          | 0          | –      | –      | –       | –       | 6      | 1      |
| Celkem v kariéře                 | Celkem v kariéře | 199    | 27   | 22     | 4      | 10         | 0          | 45     | 10     | 3       | 1       | 279    | 42     |